# Grand Prix d'Ouverture La Marseillaise 2012
Il Grand Prix d'Ouverture La Marseillaise 2012, trentatreesima edizione della corsa, valevole come evento dell'UCI Europe Tour 2021 e come prima prova della Coppa di Francia categoria 1.1, si svolse il 29 gennaio 2021 su un percorso di 139,7 km, con partenza e arrivo a Marsiglia, in Francia. La vittoria fu appannaggio del francese Samuel Dumoulin, che completò il percorso in 3h39'29", alla media di 38,190 km/h, precedendo l'italiano Marco Marcato ed il connazionale Arthur Vichot.
Sul traguardo di Marsiglia 82 ciclisti, su 136 partiti dalla medesima località, portarono a termine la competizione.

## Squadre e corridori partecipanti
Parteciparono alla competizione 17 squadre, tre UCI ProTeam, nove con licenza UCI Professional Continental e cinque con licenza UCI Continental. Ogni squadra era composta da 8 atleti.
| N.    | Cod. | Squadra                      |
| ----- | ---- | ---------------------------- |
| 1-8   | FDJ  | FDJ-BigMat                   |
| 11-18 | VCD  | Vacansoleil-DCM              |
| 21-28 | COF  | Cofidis, le Crédit en Ligne  |
| 31-38 | PRO  | Project 1T4I                 |
| 41-48 | EUC  | Team Europcar                |
| 51-58 | LAN  | Landbouwkrediet-Euphony      |
| 61-68 | ALM  | AG2R La Mondiale             |
| 71-78 | AUB  | BigMat-Auber 93              |
| 81-88 | TSV  | Topsport Vlaanderen-Mercator |

| N.      | Cod. | Squadra                       |
| ------- | ---- | ----------------------------- |
| 91-98   | BSC  | Bretagne-Schuller             |
| 101-108 | TT1  | Team Type 1-Sanofi            |
| 111-118 | SAU  | Saur-Sojasun                  |
| 121-128 | ACC  | Accent.jobs-Willems Veranda's |
| 131-138 | RLM  | Roubaix-Lille Métropole       |
| 141-148 | LPM  | Vélo Club La Pomme Marseille  |
| 151-158 | SKT  | An Post-Sean Kelly Team       |
| 161-168 | VRU  | Véranda Rideau-Super U        |

## Ordine d'arrivo (Top 10)
| Pos. | Corridore        | Squadra         | Tempo    |
| ---- | ---------------- | --------------- | -------- |
| 1    | Samuel Dumoulin  | Cofidis         | 3h39'29" |
| 2    | Marco Marcato    | Vacansoleil     | s.t.     |
| 3    | Arthur Vichot    | FDJ-BigMat      | s.t.     |
| 4    | Jérémie Galland  | Saur-Sojasun    | s.t.     |
| 5    | Davide Malacarne | Europcar        | s.t.     |
| 6    | Romain Hardy     | Bretagne        | s.t.     |
| 7    | Julien Guay      | Roubaix         | s.t.     |
| 8    | Mickaël Chérel   | AG2R La Mon.    | s.t.     |
| 9    | Pieter Serry     | Topsport Vl.    | s.t.     |
| 10   | Bert De Waele    | Landbouwkrediet | s.t.     |